# 民主党 (韓国)
民主党（みんしゅとう）は、韓国における政党の一つ。日本統治から独立して間もない頃に結成された保守政党である韓国民主党（韓民党）の系譜を受継ぐ政党の党名の一つで、離合集散はあったが李承晩〜金泳三政権までの主要な野党勢力となった。
1987年6月の「民主化宣言」後は、金泳三を支持する上道洞系（統一民主党）と金大中を支持する東橋洞系（平和民主党）に分裂し、統一民主党は1990年2月に与党・民主正義党や野党・新民主共和党と合同して新与党・民主自由党を発足させた。そのため、民主党の流れを受継ぐ野党勢力は平和民主党（平民党）に一本化され、金大中政権と盧武鉉政権時代は与党勢力の中核をになった。韓国南西部の全羅道地方（光州広域市・全羅北道・全羅南道）を強固な支持基盤としている。

## 韓国民主党
1945年9月、左派民族主義勢力が主体の朝鮮建国準備委員会（建準）に対抗すべく、右派民族主義勢力・保守勢力を中心として結成された。米軍政庁に協力姿勢を採り、李承晩政権発足当初は与党の立場をとっていた。しかし、憲法制定の際に責任内閣制の導入を巡る対立で袂を分かち、1949年1月に反李承晩勢力を結集した民主国民党に改称された。→「韓国民主党」

## 民主党 (1955-1965)
民主国民党に李承晩大統領与党である自由党の一部と無所属勢力が合流して結成、1955年〜1965年の間存在した第一共和国時代の野党、第二共和国時代の与党、第三共和国時代の野党（途中、軍政によって解党された期間あり）。1965年9月に民政党（民主党の旧派が主体となって結成された）と統合して民衆党を結成した（民衆党は後に新韓党と合同して新民党となった）。→「民主党 (韓国 1955-1965)」

## 民主党 (1990-1991)
1990年1月の3党合同（民主自由党の発足）に参加しなかった統一民主党残留派と一部無所属議員が結成した1990年〜1991年の期間に存在した第六共和国（盧泰愚）時代の野党→「民主党 (韓国 1990-1991)」

## 民主党 (1991-1995)
前者の民主党と金大中率いる新民主連合党（当時の最大野党である平和民主党に在野の新民主連合が合流して結成された）が合同して結成した1991年〜1995年の間存在した第六共和国と文民政権（金泳三）時代の野党。1995年7月に政界復帰した金大中が新党｢新政治国民会議｣を創党したことで分裂、少数野党に転落した。なお、民主党に残留した勢力は、改革新党と統合して｢統合民主党｣を結成した後、1997年に当時の与党新韓国党と合同してハンナラ党を結成した。→「民主党 (韓国 1991-1995)」・「統合民主党」

## 民主党 (2005-2008)
「国民の政府」（金大中）時代の与党である新千年民主党（2000年1月、当時の政権与党だった新政治国民会議を母体として結成された）が盧武鉉政権発足後、盧大統領支持の新主流派が2003年9月に脱党して｢開かれたウリ党｣を結成したことを契機として野党に転じ、2005年に党名を改称して発足した「国民参与政府」（盧武鉉）時代の野党→「民主党 (韓国 2005-2008)」

## 民主党 (2008-2011)
2008年2月に大統合民主新党（盧武鉉政権与党のウリ党議員が主体となって結成）と前者の民主党が統合して結成された統合民主党から同年7月に党名を改称して発足した李明博政権の最大野党（→民主党 (韓国 2008-2011)
）。2011年12月、市民統合党や韓国労働組合総連盟と合同して民主統合党を結成。

## 民主党（2013-2014）
2013年5月4日、民主統合党が党名改称して発足（→民主党 (韓国 2011-2014)）。2014年3月、2012年大統領選挙序盤戦で旋風を巻き起こした安哲秀率いる新政治連合と合同して新政治民主連合を結成。